# Pakistan Muslim League (N)

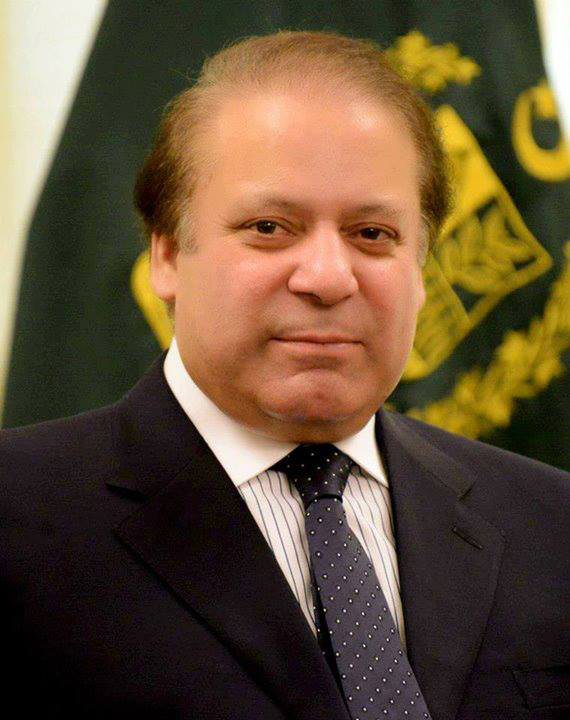
Partijleider Nawaz Sharif

De Pakistan Muslim League (N) (Urdu: پاکستان مسلم لیگ ن) is een politieke partij in Pakistan. De partij wordt geleid door de voormalige minister-president van Pakistan, Nawaz Sharif.
De partij werd in 1993 opgericht, als opvolger van de Muslim League. Oorzaak was een politieke breuk tussen de president van Pakistan, Ghulam Ishaq Khan, en premier Nawaz Sharif over de benoeming van een nieuwe stafchef. De premier werd ontslagen en er werd een interim-regering gevormd.
Op 7 mei 1993 koos een deel van de PML Nawaz Sharif tot voorzitter. Twee dagen later koos een ander deel van de partij Hamid Nasir Chatta, die de interim-regering steunde. De aanhang van Sharif voegde de "N" van Nawaz toe aan de partijnaam, juist zoals Indira Gandhi in 1971 had gedaan met de oprichting in het buurland India van de Congrespartij (I).
Een door Sharif bij het Hooggerechtshof ingediend beroep tegen zijn ontslag leidde op 26 mei 1993 tot de vernietiging van het presidentieel besluit. Sharif werd in zijn ambt hersteld, en de door president Ishaq Khan uitgeschreven verkiezingen werden geannuleerd.
Door een politiek akkoord met oppositieleider Benazir Bhutto kwam het in oktober 1993 toch tot vervroegde verkiezingen. Bhutto won en de PML (N) ging in de oppositie.
In februari 1997 won de partij de verkiezingen, en Sharif werd weer premier. In 1999 werd hij afgezet door het leger.
In 2001 scheidde een fractie zich af van de partij, en vormde de Pakistan Muslim League (Q) (PML-Q). Bij de parlementsverkiezingen van 2008 won de partij 91 zetels, en werd de tweede partij van het land, na de Pakistan Peoples Party (PPP), die 121 zetels won in het parlement. Samen met deze partij vormde de PNL-N een coalitieregering in maart 2008, met Yousaf Raza Gilani als premier.

## Partijleiders
1. Nawaz Sharif (1993-2002)
2. Shahbaz Sharif (2002-heden)